# Голоценовая эра
Голоценовая эра, или человеческая эра (HE-Human Era), — календарная эра, летоисчисление по которой начинается в 10 000 году до н. э., примерно в начале геологического периода голоцен (более точная оценка — голоцен начинается на 200—400 лет позднее начала голоценного календаря). 2025 год нашей эры соответствует 12025 году голоценовой эры.
Голоценовая эра была  предложена Чезаре Эмилиани в 1993(11993 HE) году, хотя аналогичные предложения о запуске нового календаря в ту же дату были выдвинуты десятилетиями ранее.

## Обзор
Предложение Чезаре Эмилиани о реформе календаря было направлено на решение ряда проблем с эрами нашей эры и до нашей эры:
- Наша эра основывается на ошибочных или спорных датах рождения Иисуса Христа. Канон относит дату рождения Иисуса к 1 году до н. э., но современные учёные определили, что он родился в 5 году до н. э. или раньше[4]
- Дата рождения Иисуса менее значимое событие эпохи[англ.], чем примерное начало голоцена.
- Наша эра не имеет нулевого года, после 1 года до н. э. сразу следует 1 год н. э., что иногда приводит к ошибкам.

Вместо этого, голоценовый календарь использует начало человеческой эры в качестве своей эпохи, определяемой как 10 000 год до н. э. и обозначаемой годом 1. 1 год нашей эры соответствует 10 001 году голоценового календаря. Это грубое округление начала голоцена.

### Точность
Когда Эмилиани обсуждал календарь в статье 1994 года, он упомянул, что не было согласия в отношении даты начала эпохи голоцена с оценками в то время в диапазоне от 12 700 до 10 970 лет назад. С тех пор учёные улучшили своё понимание голоцена на основании кернов льда и теперь могут более точно датировать его начало. Консенсусная точка зрения была официально принята IUGS в 2013 году, положив начало голоцена за 11 700 лет до 2000 года (9701 г. до н. э.), что примерно на 300 лет позже эпохи голоценового календаря

## Перевод дат из других календарей в голоценовый
Преобразование годов из юлианского или григорианского календарей в голоценовый календарь может быть достигнуто путем добавления 10 000 к году нашей эры. Годы до н. э. можно преобразовать в годы голоценового календаря, если вычесть их из 10 001. Например, 9600 год до н. э. соответствует 401 году по голоценовому календарю.
| Григорианский год | ISO 8601 | Голоценовый год | Событие |
| ----------------- | -------- | --------------- | --- |
| 10000 г. до н.э.  | −9999    | 1 HE            | Начало человеческой эры |
| 9701 г. до н.э.   | −9700    | 300 HE          | Конец плейстоцена и начало голоценского периода |
| 4714 г. до н.э.   | −4713    | 5287 HE         | Эпоха системы юлианских дней : 0-й юлианский день начинается в гринвичский полдень 1 января 4713 г. до н. э. по пролептическому юлианскому календарю , что соответствует 24 ноября 4714 г. до н. э. по пролептическому григорианскому календарю |
| 3761 г. до н.э.   | −3760    | 6240 HE         | Начало календарной эры Anno Mundi в еврейском календаре |
| 3102 г. до н.э.   | −3101    | 6899 HE         | Начало Кали-юги в индуистской космологии |
| 2250 г. до н.э.   | −2249    | 7751 HE         | Начало мегхалайского яруса , нынешнего и самого позднего из трех этапов голоценовой эпохи |
| 45 г. до н.э.     | −0044    | 9956 HE         | Введение юлианского календаря |
| 1 г. до н.э.      | +0000    | 10000 HE        | Нулевой год по ISO 8601 |
| 1 г. н.э.         | +0001    | 10001 HE        | Начало нашей эры от Рождества Христова |
| 622 г.н.э.        | +0622    | 10622 HE        | Переселение Мухаммеда из Мекки в Медину ( хиджра ), начало исламского календаря |
| 1582              | +1582    | 11582 HE        | Введение григорианского календаря |
| 1912              | +1912    | 11912 HE        | Календари эпохи Чучхе и Минго |
| 1950              | +1950    | 11950 HE        | Эпоха до настоящего времени |
| 1960              | +1960    | 11960 HE        | UTC эпоха |
| 1970              | +1970    | 11970 HE        | Эпоха Unix |
| 1993              | +1993    | 11993 HE        | Публикация голоценовского календаря |
| 2025              | +2025    | 12025 HE        | Текущий год |
| 10000             | +10000   | 20000 HE        | |

## Cм. также
- До настоящего времени — сходная по мотивации система археологического наименования.